# Église Saint-Joseph de Biarritz
L'église Saint-Joseph est une église catholique de la ville de Biarritz (Pyrénées-Atlantiques). Elle fait partie de la paroisse Notre-Dame-du-Rocher et dépend du diocèse de Bayonne. L'église est placée sous le patronage de saint Joseph.

## Histoire
Cette église est consacrée en 1895 et sert de chapelle au couvent attenant des dominicains, dont le cloître et les stalles du chœur gardent le souvenir. Faute de vocations, le couvent ferme à la fin des années 1960 et il est racheté par une association de fidèles, Central-Biarritz. L'église devient église paroissiale, puis filiale de la paroisse Notre-Dame-du-Rocher, formée conjointement avec la communauté paroissiale de l'église Sainte-Eugénie de Biarritz, de l'église Saint-Martin de Biarritz, de l'église Saint-Charles, de l'église Sainte-Thérèse de La Négresse et de la chapelle du Braou. Commandée par l'ordre des frères prêcheurs, l'église fait référence aux grands saints de l'ordre. On remarque de chaque côté du chœur deux mosaïques de la société Facchina de Paris : au-dessus de l'autel de droite se trouve la mosaïque représentant Notre Dame du Rosaire avec saint Dominique et sainte Catherine de Sienne à ses pieds. À gauche, la mosaïque représente le Sacré-Cœur avec le bienheureux Henri Suso, sainte Marguerite-Marie et sainte Catherine de Sienne.
Le maître-autel  est en marbre blanc avec des colonnettes roses, au-dessus duquel est suspendu un magnifique Christ en croix. 
L'église souffre de dommages pendant les bombardements américains du 27 mars 1944 et ses vitraux disparaissent. Ils ont été refaits après la guerre. On remarque un vitrail représentant sainte Germaine de Pibrac.
L'orgue Anneessens & fils date de 1890. Il a trente jeux et deux claviers/pédalier.
L'église est desservie depuis 2012 par la communauté Saint-Martin à l'appel de Mgr Aillet.

## Illustrations

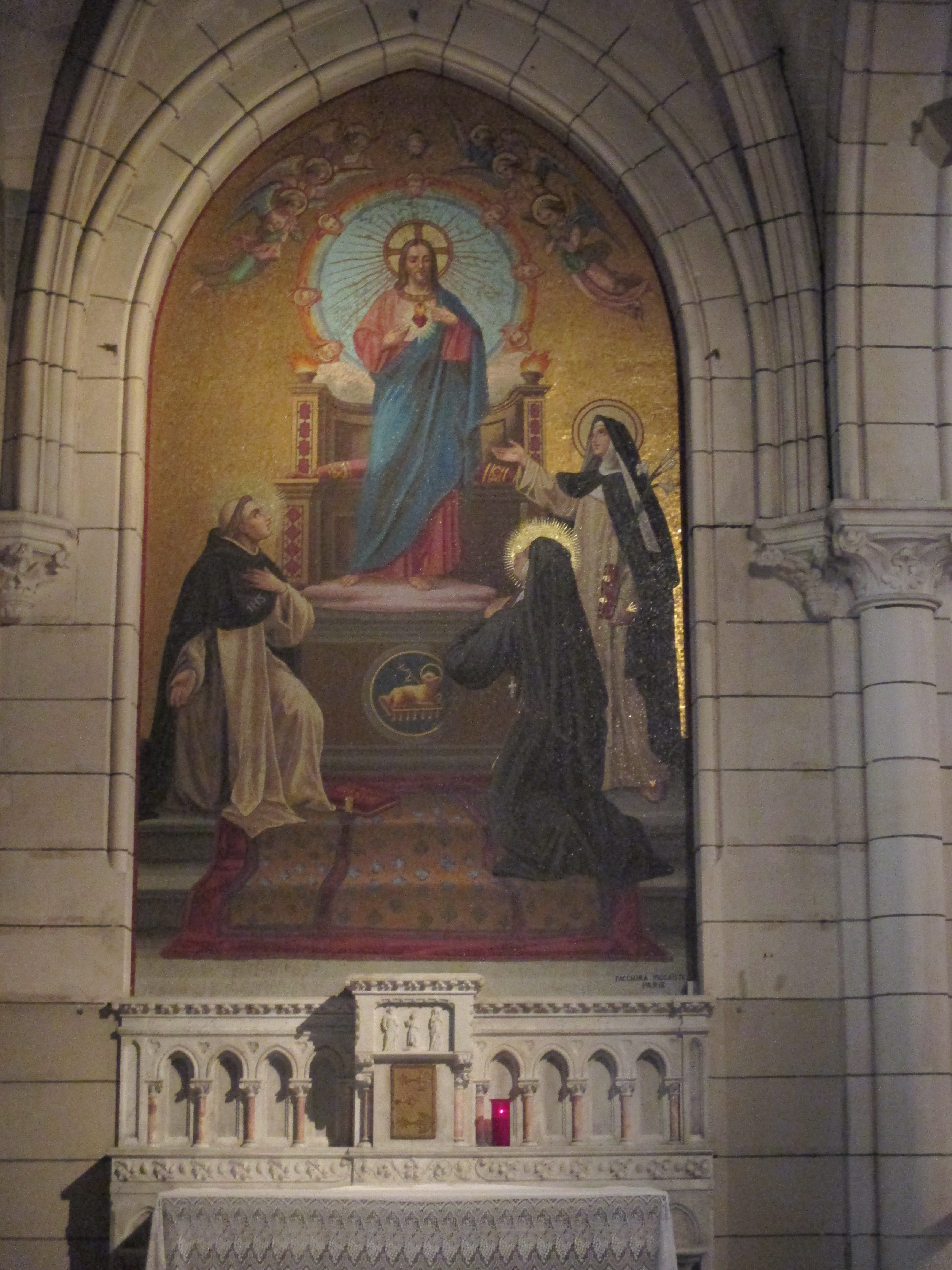
Chapelle du Sacré-Cœur à gauche du maître-autel.
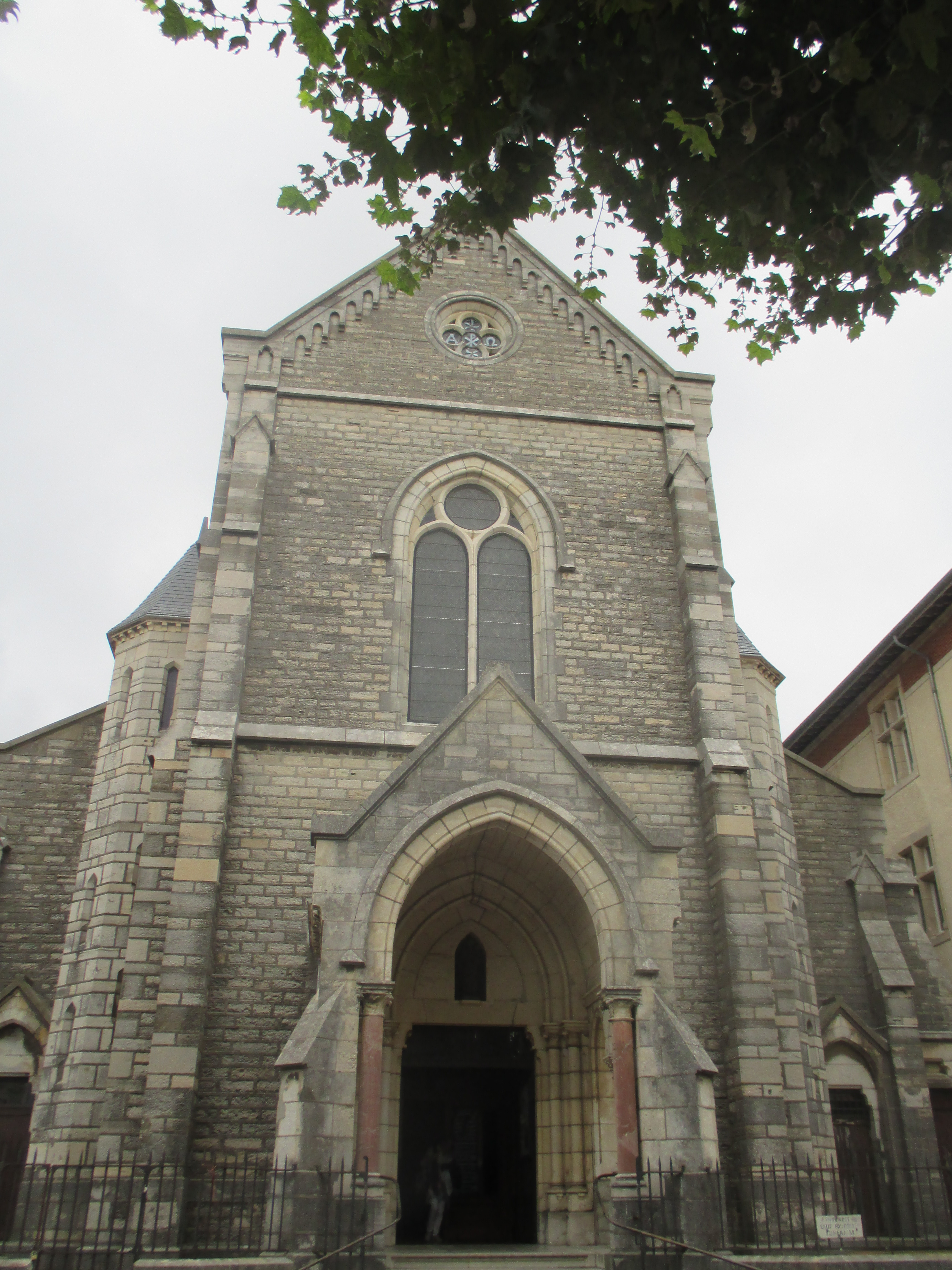
Façade de l'église.
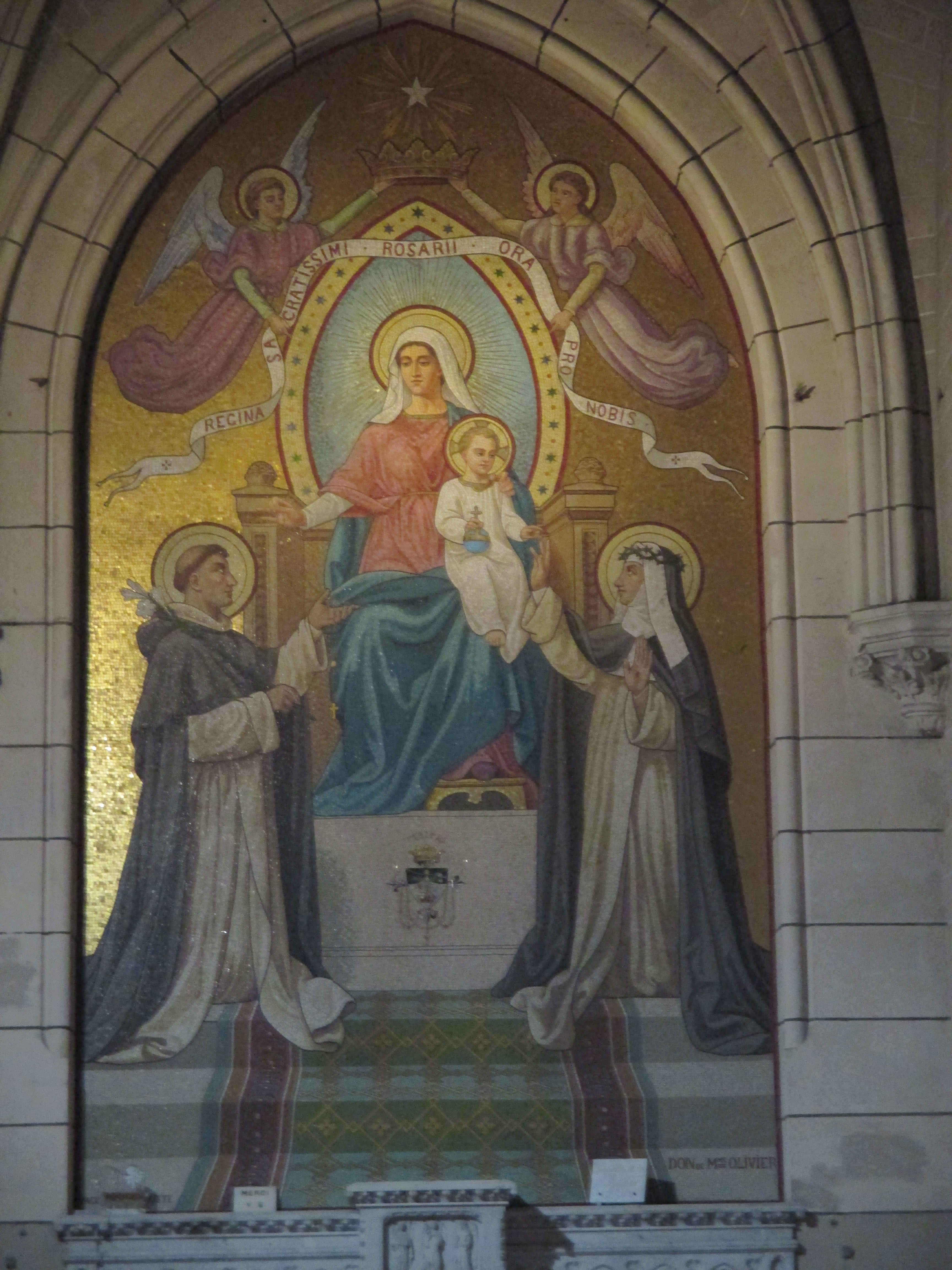
Mosaïque de Notre Dame du Rosaire à droite du maître-autel.
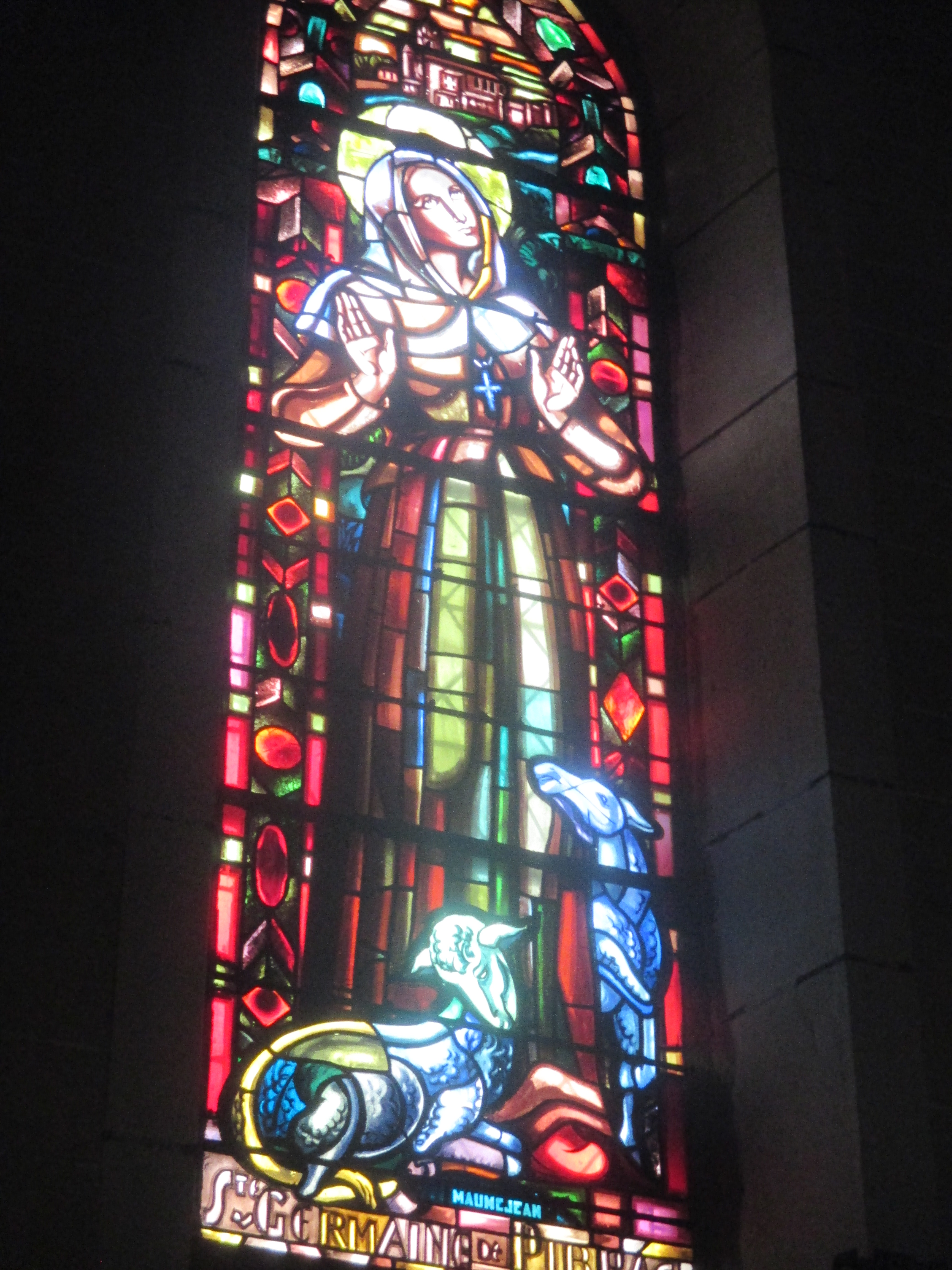
Vitrail de sainte Germaine.